# Basketbal na Letních olympijských hrách 1972
Turnaj se odehrál v rámci XX. olympijských her ve dnech 27. srpna – 9. září 1972 v Mnichově.
Turnaje se zúčastnilo 16 mužstev, rozdělených do dvou osmičlenných skupin. První dva týmy postoupili do semifinále. Mužstva, která skončila v základních skupinách na třetím a čtvrtém místě hrála o 5. – 8. místo. Mužstva, která skončila v základních skupinách na pátém a šestém místě hrála o 9. – 12. místo a mužstva, která skončila na sedmém a osmém místě hrála o 13. – 16. místo. Olympijským vítězem se stalo mužstvo Sovětského svazu. Stříbrné medaile nebyly uděleny, protože americká reprezentace odmítla jejich přijetí v důsledku skandálu, který se odehrál v posledních třech sekundách zápasu a kvůli kterému USA prohrály finálový duel.

## Turnaj mužů
| Zlato   | Sovětský svaz (URS)          |
| Stříbro | Spojené státy americké (USA) |
| Bronz   | Kuba (CUB)                   |

### Základní skupiny

#### Skupina A
|    |           | USA   | CUB    | BRA    | TCH   | ESP   | AUS   | JPN    | EGY    | V | P | Skóre   | B  |
| 1. | USA       | ***   | 67:48  | 61:54  | 66:35 | 72:56 | 81:55 | 99:33  | 96:31  | 7 | 0 | 542:312 | 14 |
| 2. | Kuba      | 48:67 | ***    | 64:63  | 77:65 | 74:53 | 84:70 | 108:63 | 105:64 | 6 | 1 | 560:445 | 13 |
| 3. | Brazílie  | 54:61 | 63:64  | ***    | 83:82 | 72:69 | 69:75 | 110:55 | 110:84 | 4 | 3 | 561:490 | 11 |
| 4. | ČSSR      | 35:66 | 65:77  | 82:83  | ***   | 74:70 | 69:68 | 74:61  | 94:64  | 4 | 3 | 493:489 | 11 |
| 5. | Španělsko | 56:72 | 53:74  | 69:72  | 70:74 | ***   | 79:74 | 87:76  | 72:58  | 3 | 4 | 486:500 | 10 |
| 6. | Austrálie | 55:81 | 70:84  | 75:69  | 68:69 | 74:79 | ***   | 92:76  | 89:66  | 3 | 4 | 572:624 | 10 |
| 7. | Japonsko  | 33:99 | 63:108 | 55:110 | 61:74 | 76:87 | 76:92 | ***    | 78:73  | 1 | 6 | 442:643 | 8  |
| 8. | Egypt     | 31:96 | 64:105 | 84:110 | 64:94 | 58:72 | 66:89 | 73:78  | ***    | 0 | 7 | 440:644 | 7  |

 Kuba –  Egypt 105:64 (50:33)
27. srpna 1972 (9:00) – Mnichov
 USA –  Československo 66:35 (34:12)
27. srpna 1972 (9:00) – Mnichov
 Brazílie –  Japonsko 110:55 (55:35)
27. srpna 1972 (14:30) – Mnichov
 Španělsko –  Austrálie 79:74 (36:41)
27. srpna 1972 (14:30) – Mnichov
 Brazílie –  Egypt 110:84 (63:39)
28. srpna 1972 (9:00) – Mnichov
 USA –  Austrálie 81:55 (36:24)
28. srpna 1972 (14:30) – Mnichov
 Kuba –  Španělsko 74:53 (36:24)
28. srpna 1972 (14:30) – Mnichov
 Československo –  Japonsko 74:61 (27:34)
28. srpna 1972(18:30) – Mnichov
 Brazílie –  Španělsko 72:69 (43:38)
29. srpna 1972 (9:00) – Mnichov
 Japonsko –  Egypt 78:73 (31:46)
29. srpna 1972 (14:30) – Mnichov
 Československo –  Austrálie 69:68 (39:38)
29. srpna 1972 (18:30) – Mnichov
 USA –  Kuba 67:48 (33:21)
29. srpna 1972 (18:30) – Mnichov
 Španělsko –  Egypt 72:58 (33:26)
30. srpna 1972 (9:00) – Mnichov
 Austrálie –  Japonsko 92:76 (45:36)
30. srpna 1972 (14:30) – Mnichov
 Kuba –  Československo 77:65 (41:32)
30. srpna 1972 (14:30) – Mnichov
 USA –  Brazílie 61:54 )26:26)
30. srpna 1972 (18:30) – Mnichov
 Kuba - Austrálie 84:70 (42:31)
1. září 1972 (9:00) – Mnichov
 USA –  Egypt 96:31 (48:17)
1. září 1972 (14:30) – Mnichov
 Brazílie –  Československo 83:82 (40:42)
1. září 1972 (14:30) – Mnichov
 Španělsko –  Japonsko 87:76 (45:47)
1. září 1972 (18:30) – Mnichov
 Austrálie –  Brazílie 75:69 (40:34)
2. září 1972 (9:00) – Mnichov
 Československo –  Egypt 94:64 (49:32)
2. září 1972 (9:00) – Mnichov
 Kuba –  Japonsko 108:63 (51:34)
2. září 1972 (14:30) – Mnichov
 USA –  Španělsko 72:56 (31:30)
2. září 1972 (18:30) – Mnichov
 USA –  Japonsko 99:33 (51:18)
3. září 1972 (9:00) – Mnichov
 Československo –  Španělsko 74:70 (44:39)
3. září 1972 (9:00) – Mnichov
 Austrálie –  Egypt 89:66 (44:24)
3. září 1972 (18:30) – Mnichov
 Kuba –  Brazílie 64:63 (34:24)
3. září 1972 (18:30) – Mnichov

#### Skupina B
|    |            | URS    | ITA    | YUG    | PUR    | GER   | POL   | PHI    | SEN   | V | P | Skóre   | B  |
| 1. | SSSR       | ***    | 79:66  | 74:67  | 100:87 | 87:63 | 94:64 | 111:80 | 94:52 | 7 | 0 | 639:479 | 14 |
| 2. | Itálie     | 66:79  | ***    | 78:85  | 71:54  | 68:57 | 71:59 | 101:81 | 92:56 | 5 | 2 | 547:471 | 12 |
| 3. | Jugoslávie | 67:74  | 85:78  | ***    | 74:79  | 81:56 | 85:64 | 117:76 | 73:57 | 5 | 2 | 582:484 | 12 |
| 4. | Portoriko  | 87:100 | 54:71  | 79:74  | ***    | 81:74 | 85:83 | 92:72  | 92:57 | 4 | 3 | 570:531 | 11 |
| 5. | SRN        | 63:87  | 57:68  | 56:81  | 74:81  | ***   | 67:65 | 93:74  | 72:62 | 3 | 4 | 482:518 | 10 |
| 6. | Polsko     | 64:94  | 59:71  | 64:85  | 83:85  | 65:67 | ***   | 90:75  | 95:79 | 2 | 5 | 520:536 | 9  |
| 7. | Filipíny   | 80:111 | 81:101 | 76:117 | 72:92  | 74:93 | 75:90 | ***    | 68:62 | 1 | 6 | 526:666 | 8  |
| 8. | Senegal    | 52:94  | 56:92  | 57:73  | 57:92  | 62:72 | 79:95 | 62:68  | ***   | 0 | 7 | 405:586 | 7  |

 Polsko –  Filipíny 90:75 (33:46)
27. srpna 1972 (9:00) – Mnichov
 Jugoslávie –  Itálie 85:78 (43:38)
27. srpna 1972 (14:30) – Mnichov
 SSSR –  Senegal 94:52 (50:23)
27. srpna 1972 (14:30) – Mnichov
 Portoriko –  SRN 81:74 (41:35)
27. srpna 1972 (14:30) – Mnichov
 Itálie –  Senegal 92:56 (47:28)
28. srpna 1972 (9:00) – Mnichov
 SSSR –  SRN 87:63 (41:33)
28. srpna 1972(9:00) – Mnichov
 Portoriko –  Filipíny 92:72 (49:40)
28. srpna 1972 (18:30) – Mnichov
 Jugoslávie –  Polsko 85:64 (36:28)
28. srpna 1972 (18:30)– Mnichov
 Polsko –  Senegal 95:59 (49:25)
29. srpna 1972 (9:00) – Mnichov
 SSSR –  Itálie 79:66 (41:28)
29. srpna 1972 (9:00) – Mnichov
 Portoriko –  Jugoslávie 79:74 (38:31)
29. srpna 1972 (14:30) – Mnichov
 SRN –  Filipíny 93:74 (46:34)
29. srpna 1972 (18:30) – Mnichov
 SSSR –  Polsko 94:64 (50:23)
30. srpna 1972 (9:00) – Mnichov
 Itálie –  SRN 68:57 (35:24)
30. srpna 1972 (9:00) – Mnichov
 Jugoslávie –  Filipíny 117:76 (58:33)
30. srpna 1972 (18:30) – Mnichov
 Portoriko –  Senegal 92:57 (39:28)
30. srpna 1972 (18:30) – Mnichov
 Filipíny –  Senegal 68:62 (39:30)
1. září 1972 (9:00) – Mnichov
 Jugoslávie –  SRN 81:56 (43:21)
1. září 1972 (9:00) – Mnichov
 Itálie –  Polsko 71:59 (37:31)
1. září 1972 (18:30) – Mnichov
 SSSR –  Portoriko 100:87 (48:37)
1. září 1972 (18:30) – Mnichov
 Jugoslávie –  Senegal 73:57 (31:31)
2. září 1972 (9:00) – Mnichov
 SRN –  Polsko 67:65 (40:37)
2. září 1972 (14:30) – Mnichov
 SSSR –  Filipíny 111:80 (57:40)
2. září 1972 (18:30) – Mnichov
 Itálie –  Portoriko 71:54 (37:27)
2. září 1972 (18:30) – Mnichov
 Itálie –  Filipíny 101:81 (44:35)
3. září 1972 (9:00) – Mnichov
 Portoriko –  Polsko 85:83 (54:47)
3. září 1972 (14:30) – Mnichov
 SSSR –  Jugoslávie 74:67 (38:34)
3. září 1972 (14:30) – Mnichov
 SRN –  Senegal 72:62 (42:34)
3. září 1972 (18:30) – Mnichov

### Semifinále
SSSR –  Kuba 67:60 (35:36)
7. září 1972 (15:00) – Mnichov
 USA –  Itálie 68:38 (33:16)
7. září 1972 (20:00) – Mnichov

### Finále
SSSR –  USA 51:50 (26:21)  video
9. září 1972 (21:00) – Mnichov

### O 3. místo
Kuba –  Itálie 66:65 (43:40)
8. září 1972 (20:00) – Mnichov

### O 5. - 8. místo
Jugoslávie –  Československo 66:63 (34:25)
7. září 1972 (15:00) – Mnichov
 Portoriko –  Brazílie 87:83 (40:42)
7. září 1972 (20:00) – Mnichov

### O 5. místo
Jugoslávie –  Portoriko 86:70 (40:42)
9. září 1972 (16:00) – Mnichov

### O 7. místo
Brazílie –  Československo 87:69 (38:40)
8. září 1972 (20:00) – Mnichov

### O 9. - 12. místo
Polsko –  Španělsko 87:76 (38:33)
6. září 1972 (20:00) – Mnichov
 Austrálie –  SRN 70:69 (34:46)
5. září 1972 (15:00) – Mnichov

### O 9. místo
Austrálie –  Polsko 91:83 (41:42)
9. září 1972 (16:00) – Mnichov

### O 11. místo
Španělsko –  SRN 84:83p (38:40, 75:75)
8. září 1972 (20:00) – Mnichov

### O 13. - 16. místo
Filipíny –  Egypt 2:0
5. září 1972 (15:00) – Mnichov
 Japonsko –  Senegal 76:67 (34:39)
6. září 1972 (20:00) – Mnichov

### O 13. místo
Filipíny –  Japonsko 82:73 (34:38)
8. září 1972 (15:00) – Mnichov

### O 15. místo
Senegal –  Egypt 2:0
8. září 1972 (15:00) – Mnichov

## Soupisky
1.  SSSR 
| - Anatoli Polivoda - Modestas Paulauskas - Zurab Sakandelidze - Alžan Žarmuchamedov | - Alexandr Bološev - Ivan Jeděško - Sergej Bělov - Micheil Korkia | - Ivan Dvornij - Gennadij Volnov - Alexandr Bělov - Sergej Kovalenko |

2.  USA
| - Kenneth Davis - Douglas Collins - Tom Henderson - Michael Bantom | - Robert Jones - Dwight Jones - James Forbes - James Brewer | - Tommy Burleson - Thomas McMillen - Kevin Joyce - Ed Ratleff |

3.  Kuba 
| - Juan Domecq - Ruperto Herrera - Juan Roca - Pedro Chappé - José Miguel | - Alvarez Pozo - Rafael Canizares - Conrado Perez - Miguel Calderon | - Tomas Herrera - Oscar Varona - Alejandro Urgelles - Franklin Standard |

## Konečné pořadí
| XX. | Olympijské hry | Z | V | P | Skóre    | B  |
| --- | -------------- | - | - | - | -------- | -- |
| 1.  | SSSR           | 9 | 9 | 0 | 757: 589 | 18 |
| 2.  | USA            | 9 | 8 | 1 | 660: 401 | 17 |
| 3.  | Kuba           | 9 | 7 | 2 | 686: 577 | 16 |
| 4.  | Itálie         | 9 | 5 | 4 | 650: 605 | 14 |
| 5.  | Jugoslávie     | 9 | 7 | 2 | 734: 617 | 16 |
| 6.  | Portoriko      | 9 | 6 | 3 | 727: 700 | 15 |
| 7.  | Brazílie       | 9 | 5 | 4 | 731: 646 | 14 |
| 8.  | ČSSR           | 9 | 4 | 5 | 625: 642 | 13 |
| 9.  | Austrálie      | 9 | 5 | 4 | 684: 676 | 14 |
| 10. | Polsko         | 9 | 3 | 6 | 690: 703 | 12 |
| 11. | Španělsko      | 9 | 4 | 5 | 646: 670 | 13 |
| 12. | SRN            | 9 | 3 | 6 | 634: 672 | 12 |
| 13. | Filipíny       | 9 | 3 | 6 | 610: 739 | 12 |
| 14. | Japonsko       | 9 | 2 | 7 | 591: 792 | 11 |
| 15. | Senegal        | 9 | 1 | 8 | 474: 662 | 10 |
| 16. | Egypt          | 9 | 0 | 9 | 440: 648 | 9  |